# Ptyrticus turdinus
La tordina moteada (Ptyrticus turdinus) es una especie de ave paseriforme de la familia Pellorneidae propia del África subsahariana. 

## Distribución y hábitat
Se la encuentra en Angola, Camerún, República Centroafricana, República Democrática del Congo, Sudán del sur, y Zambia. Su  hábitat natural son los bosques bajos húmedos tropicales y las zonas arbustivas húmedas tropicales.